# Сілезькі хорвати

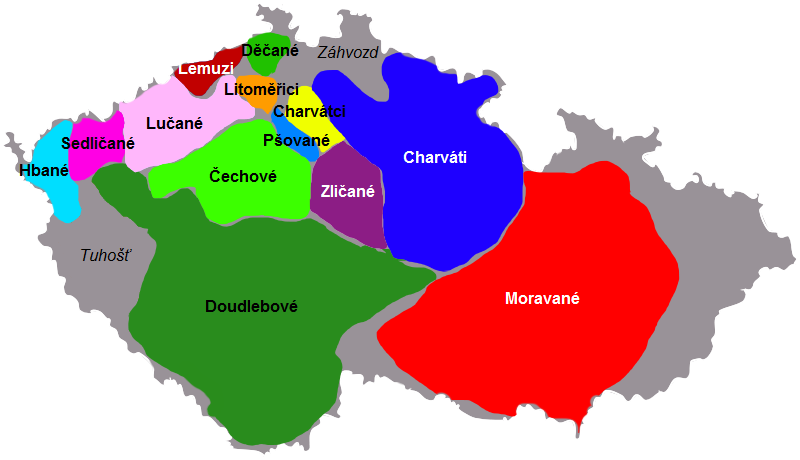
Хорватці на карті

Сілезькі хорвати (хорватці) — західнослов'янське плем'я, яке жило на території сучасної Польщі. Описані в Празькому документі 1036 року, де записані кордони Празької єпархії 973 року. Їх сусідами були племена: дуліби, чеські хорвати і злічани. Чеські хорвати і хорватці розділені Судетськими горами. Земля племені сілезькі хорвати — територія Кладська Земля.